# Железный рыцарь
«Железный рыцарь» (англ. Ironclad) — британский исторический боевик режиссёра Джонатана Инглиша. Сценарий написан самим Инглишем в соавторстве с Эриком Кастелом на основе наработок Стивена МакДула. Основные роли сыграли Джеймс Пьюрфой, Брайан Кокс, Кейт Мара, Пол Джаматти, Владимир Кулич, Маккензи Крук, Джейсон Флеминг, Дерек Джекоби и Чарльз Дэнс. Сюжет повествует об осаде  Рочестерского замка королём Иоанном Безземельным в 1215 году. Фильм был полностью снят в Уэльсе в 2009 году, затраты на производство составили 25 миллионов долларов. Мировая премьера состоялась 4 марта 2011 года. В российский прокат фильм вышел 24 марта.

## Сюжет
Пролог картины повествует о том, как в 1215 году мятежные бароны Англии, руководимые кардиналом Стефаном Лэнгтоном (Чарльз Дэнс), после трёхлетней гражданской войны вынудили короля Иоанна Безземельного (Пол Джаматти) подписать «Великую хартию вольностей» — документ, который устанавливал права и свободы как самих баронов, так и всех свободных граждан. Однако коварный король сожалеет, что поддался давлению баронов: он изменил своему слову и собрал на южном побережье Англии армию датских наёмников во главе с Тибериусом (Владимир Кулич) с намерением вернуть страну к прежнему тираническому правлению. Тибериус, в свою очередь, надеется, что Папа Римский по просьбе Иоанна не станет отправлять христианских миссионеров в датские земли.
Аббат Маркус в сопровождении трёх рыцарей-тамплиеров, что приняли обет молчания, совершают паломничество в Кентербери, они укрываются от дождя в замке Дарней. Ночью аббат сообщает одному из рыцарей, Томасу Маршалу (Джеймс Пьюрфой), что по прибытии в Кентерберри, ему придётся оставить орден тамлиеров. К утру король Иоанн прибывает в замок со своей армией и наёмниками. Барон Дарней подписал «Великую хартию вольностей», и в отместку Джон приказывает его повесить. Аббат, поняв что происходит, пытается вмешаться, за что Иоанн приказывает отрезать аббату язык. Маршал и два других рыцаря вступают в бой с датчанами, во время которой Маршалу удаётся бежать из замка верхом на лошади, при этом он увозит с собой аббата; два оставшихся рыцаря погибают в неравной схватке. Чуть позже аббат умирает в окрестном лесу на руках у Маршала, который, нарушив свой обет молчания, клянётся, что его жертва не будет напрасной.
Добравшись до Кентербери, Маршал встречается с архиепископом Лэнгтоном, автором «Великой хартии вольностей», и бароном Уильямом д’Обинье (Брайан Кокс) — бывшим воином, ставшим торговцем шерстью. Лэнгтон сообщает, что Папа встал на сторону короля Иоанна, а ему самому грозит отлучение от церкви за авторство Хартии. Мужчины соглашаются, что Иоанна необходимо остановить, а занять оборону лучше всего в Рочестерском замке, резиденции барона Корнхилла и стратегически важном опорном пункте, который контролирует всю южную Англию и обеспечивает доступ в Лондон и остальную часть страны.
Д’Обинье приступает к поиску толковых лидеров для своей миссии. К компании сразу же присоединяется его оруженосец Гай (Анейрин Барнард) и лучник Даниэль Маркс (Маккензи Крук). Барон посещает ещё нескольких своих боевых товарищей, Вульфстена (Рис Парри Джонс) и Бекетта (Джейсон Флеминг), которых также нанимает, а один из сослуживцев Д’Обинье отказывается идти против короля. К общему удивлению, Д’Обинье освобождает из колодок и берёт с собой дерзкого вора Джедидайю Котерала (Джейми Форман). Наконец, группа из семи человек выдвигается в Рочестер. По прибытии они обнаруживают, что несколько датских наёмников уже захватили замок: отказавший Д’Обинье солдат предал его и донёс об их планах Иоанну. Отряд Д’Обинье заходит в обеденный зал, где завязывается бой с датчанами, которых они побеждают. После чего Д’Обинье заявляет лорду Корнхиллу (Дерек Джекоби), что они займут оборону в замке на правах восставших. Когда армия Иоанна прибывает и осаждает Рочестер, малочисленный гарнизон крепко держится и с малыми потерями отбивает первую датскую атаку. После этого Д’Обинье предлагает своим людям уйти, если они того пожелают, однако каждый из них решает остаться.
Во время второго штурма датчане используют осадную башню, но требушет, построенный защитниками внутри замка, останавливает её. В бою погибает Дэниэль. Иоанн в ярости от очередной неудачи. Он понимает, что последующие атаки принесут лишь дополнительные потери, и решает попытаться заморить защитников замка голодом, заблокировав им пути поставок. Архиепископу Лэнгтону сообщают, что французский принц Луи выжидает и ведёт переговоры с Иоанном. Лэнгтон спешит во Францию для личной встречи с принцем, будущим королём Людовиком VIII. С наступлением зимы положение осаждаемых сильно усугубляется, голод усиливается, воины ослабевают телом и падают духом. Маршал решает рискнуть и сделать вылазку: под покровом ночи он покидает замок, а затем возвращается с едой, украденной из датского лагеря. Поступок Маршала воодушевляет выживших, ночью он уступает ухаживаниям молодой жены Корнхилла Изабель (Кейт Мара), нарушая одну из клятв ордена.
Датский военачальник Тибериус, которому Иоанн угрожает расторжением сделки в случае неудачи с захватом замка, использует другой подход в своей следующей атаке: он умудряется провести небольшую группу людей через стены перед рассветом, и открыть ворота замка. Гай обнаруживает лазутчиков и бьёт тревогу, но уже слишком поздно: датчане поднимают железные ворота, а тараном пробивают деревянные. Тибериус возглавляет атаку во дворе замка, датчане вырезают гарнизон. Во время бойни Д’Обинье получает ранение и попадает в плен Иоанну. Маршал приходит в себя после контузии в бою за механизм ворот, надевает доспехи и атакует датчан верхом на своем боевом коне, выиграв время для выживших, которые успевают укрыться в донжоне.
Д’Обинье тащат к королю и заставляют смотреть, как двум пленным отрубают руки. После его постигает та же участь. Корнхилл предлагает сдаться, и двигается к выходу но его останавливают, после чего он идёт наверх в свою спальню и вешается. Не в силах проломить толстостенные двери, инженеры Иоанна производят подкоп под фундаментом донжона, загоняют стадо свиней в шахту и поджигают: животный жир используется для повреждения фундамента, в результате чего донжон разрушается; когда стены рушатся, начинается решающий штурм.
Почти все защитники погибают, кроме Гая, Изабель и Маршала, последний теряет сознание в результате падения обломков. Гай сталкивается с Тибериусом, пока не вмешивается пришедший в себя Маршал. Тибериус бросает личный вызов Маршалу, тамплиеру удаётся одолеть язычника после долгой и жестокой дуэли. Внезапно до замка доносятся звуки военных рожков: объединённые силы английских повстанцев и французской армии, наконец, прибывают. Датчане начинают паниковать, и бегут вместе с Иоанном. Маршал встречает принца Луи с архиепископом Лэнгтоном у ворот замка, последний сообщает Маршалу, что тот выполнил долг тамплиера и теперь может спокойно покинуть орден. Признавая нового короля Англии кивком, Маршал уезжает вместе с Изабель, в то время как Гай, мысленно обращаясь к своему мёртвому барону, произносит: «Мы выстояли».
В эпилоге рассказывается, что не прошло и года как мятеж закончился победой восставших, а король Иоанн во время своих скитаний умер от дизентерии в 1216 году. Рочестерский замок постепенно был восстановлен, он крепко стоит и по сей день.

## В ролях
- Джеймс Пьюрфой — Томас Маршал, разочарованный рыцарь-тамплиер и бывший крестоносец, желающий избавиться от своего прошлого в ордене.
- Брайан Кокс — барон Уильям д’Обинье (в русском переводе как «д'Олбани»), торговец облагороженной шерстью, противник тирании короля Иоанна.
- Дерек Джекоби —  лорд Реджинальд де Корнхилл, хозяин Рочестерского замка.
- Кейт Мара — леди Изабель де Корнхилл, молодая жена Корнхилла.
- Пол Джаматти — Иоанн Безземельный, законный изгнанный король Англии намеревающийся вернуть полный контроль над своей страной.
- Чарльз Дэнс — Стефан Лэнгтон, архиепископ Кентерберийский.
- Джейсон Флеминг — Билл Бекетт, воин-нигилист и наёмник д’Обинье.
- Джейми Форман — Джедидайя Котерал, арестант освобождённый д’Обинье.
- Маккензи Крук — Даниэль Маркс, опытный лучник и наёмник д’Обинье.
- Рис Парри Джонс — Вульфстан, жестокий воин и наёмник д’Обинье.
- Анейрин Барнард — Гай, молодой оруженосец барона д’Обинье.
- Владимир Кулич — Тибериус, военачальник датских наёмников короля Иоанна.
- Дэвид Мелвилл — барон Дарней, лорд Дарнейского замка, трусливый сторонник восставших.
- Дэниел О'Мира — Фиппс, капитан гарнизона Рочестерского замка.
- Стеффан Родри — Купер
- Бри Кондон — Агнес
- Аннабель Апсион — Мэдди

## Производство
Во время подготовки к съёмкам в 2008 году на единственную значимую женскую роль претендовала Меган Фокс, в то время продюсерская компания Mythic International Entertainment начала продвигать будущую картину среди инвесторов на Каннском кинофестивале 2008. Позже Фокс отказалась от роли, её заменила Кейт Мара. Из-за последовавшего уменьшения бюджета, доступного в 2009 году, многих актёров впоследствии пришлось заменить, исключение составили лишь Джеймс Пьюрфой и Пол Джаматти. В интервью для издания Variety продюсер Эндрю Кертис охарактеризовал финансирование фильма как «более сложное, чем карта лондонского метро»: в его создании участвовали 18 исполнительных продюсеров.
Основные съёмки фильма начались 9 октября 2009 года на киностудии Dragon International Film Studios недалеко от деревни Лланьяран в Уэльсе. На территории студийного комплекса была построена копия Рочестерского замка. Продюсер Рик Бенаттар стремился сделать фильм как можно более исторически точным, воссоздать жестокую осаду Рочестерского замка, позволив зрителям «наблюдать битву так, как если бы они были там». «Железный рыцарь» на тот момент стал крупнейшим независимым фильмом, снятым в Уэльсе, и одним из самых масштабных независимых фильмов, снятых в Великобритании в 2009 году.

## Историческая основа
Несмотря на то, что создатели старались сделать картину в определённой степени достоверной, она в большей степени является художественной, а потому реальной истории соответствует лишь отчасти. Так, Уильям д’Обинье действительно командовал гарнизоном Рочестерского замка, но относительно состава последнего сведения современных хронистов сильно расходятся. По разным оценкам, в него входило от 95 до 140 рыцарей при поддержке арбалетчиков, сержантов и прочих, но никаких тамплиеров среди них не было. Иоанну Безземельному в реальности всё же удалось взять Рочестерский замок, после чего большинство рыцарей было заключено в тюрьму или изгнано из страны; французы же прибыли в Англию только через шесть месяцев после окончания осады. Среди прототипов персонажей, отличающихся от исторических, можно отметить упомянутого д'Обинье, который в реальности не был торговцем, и его не пытали и не казнили во время осады.
Эпилог фильма объясняет, что это была одна из первых побед мятежников, которая в конечном итоге привела к полной победе. Тем не менее, после смерти Иоанна в 1216 году многие английские повстанцы предпочли новопровазглашённого английского короля в лице девятилетнего Генриха III опытному французскому монарху и таким образом сплотились уже вокруг Генриха. Большая часть баронов присягнули ему на верность, и гражданская война закончилась в 1217 году. Прототипом главного героя, тамплиера Томаса Маршала, в некоторой степени послужил известный рыцарь Уильям Маршал, 1-й граф Пембрук, именно он стал регентом при дворе малолетнего короля. В частности, в фильме обыгрываются его выдающиеся бойцовские качества и связь с Орденом тамплиеров.

## Критика
Фильм получил смешанные отзывы критиков. На сайте Rotten Tomatoes фильм имеет рейтинг 42 % на основе 55 рецензий. На Metacritic — 42 балла из 100 на основе 14 рецензий.

## Продолжение
Вскоре после выхода кинокартины было объявлено о производстве продолжения под названием Железный рыцарь 2: Битва за кровь. Режиссёрское кресло осталось за Джонатаном Инглишем, сюжет развивается через пять лет после окончания событий первой части. В конце 2013 года был выпущен трейлер, а сам фильм — в марте 2014 года. Тем не менее сиквел получил ещё более низкие оценки в сравнении с оригиналом: оценка на Rotten Tomatoes составила 17%, а многие зрители отмечали те же недостатки, какие имелись у предшественника, но ещё более усиленные. Журналист Лесли Фельперин из The Hollywood Reporter раскритиковал фильм за его уменьшенный бюджет, менее известный актёрский ансамбль и «более небрежный» пересказ средневековой истории, однако в качестве плюсов отметил музыкальное сопровождение.